# U-Bahnhof Loreto
Der U-Bahnhof Loreto ist ein unterirdischer Bahnhof der U-Bahn Mailand. Er ist Kreuzungspunkt der Linien M1 und M2 und befindet sich in der Nähe des gleichnamigen Platzes (piazzale Loreto).

## Geschichte
Der Bahnhof der Linie 1 wurde am 1. November 1964 in Betrieb genommen; am 27. September 1969 folgte der Bahnhof der Linie 2.

## Lage
Die architektonische Ausstattung wurde wie bei allen Bahnhöfen der Linien M1 und M2 von den Architekten Franco Albini und Franca Helg und vom Grafiker Bob Noorda gestaltet.
Anfang der 2010er Jahre wurde der Bahnhof nach Plänen des Architekten Cherubino Gambardella neu gestaltet.

## Anbindung
| Linie | Verlauf |
| ----- | --- |
|       | Sesto 1º Maggio FS – Sesto Rondò – Sesto Marelli – Villa San Giovanni – Precotto – Gorla – Turro – Rovereto – Pasteur – Loreto – Lima – Porta Venezia – Palestro – San Babila – Duomo – Cordusio – Cairoli – Cadorna FN – Conciliazione – Pagano – Buonarroti – Amendola – Lotto – QT8 – Lampugnano – Uruguay – Bonola – San Leonardo – Molino Dorino – Pero – Rho Fiera – Wagner – De Angeli – Gambara – Bande Nere – Primaticcio – Inganni – Bisceglie                                                             |
|       | Cologno Nord – Cologno Centro – Cologno Sud – Gessate – Cascina Antonietta – Gorgonzola – Villa Pompea – Bussero – Cassina de’ Pecchi – Villa Fiorita – Cernusco sul Naviglio – Cascina Burrona – Vimodrone – Cascina Gobba – Crescenzago – Cimiano – Udine – Lambrate FS – Piola – Loreto – Caiazzo – Centrale FS – Gioia – Garibaldi FS – Moscova – Lanza – Cadorna FN – Sant’Ambrogio – Sant’Agostino – Porta Genova FS – Romolo – Famagosta – Abbiategrasso – Assago Milanofiori Nord – Assago Milanofiori Forum |